# Hemamieh
Hemamieh ou El-Hammamiya, est un village du gouvernorat de Sohag en Moyenne-Égypte sur la rive est du Nil.

## Histoire
Le site est célèbre pour ses cimetières des périodes préhistoriques et pharaoniques. De 1922 à 1931, les archéologues britanniques Gertrude Caton-Thompson (qui y invente la méthode de fouilles par carrés dégagés couche après couche) et Guy Brunton y ont fouillé environ 10 000 tombes sur une superficie d'environ 36 km de Qau el-Kebir au sud jusqu'à Matmar au nord.
À Hemamieh se situaient des cimetières plus petits comportant des sépultures importantes de la culture Badari et des tombes rupestres de la période de l'Ancien Empire appartenant aux nomarques du nome du Cobra. La mieux préservée est celle de Kaikhenet (II), qui vécut au début de la Ve dynastie.